# Sint Eustatius

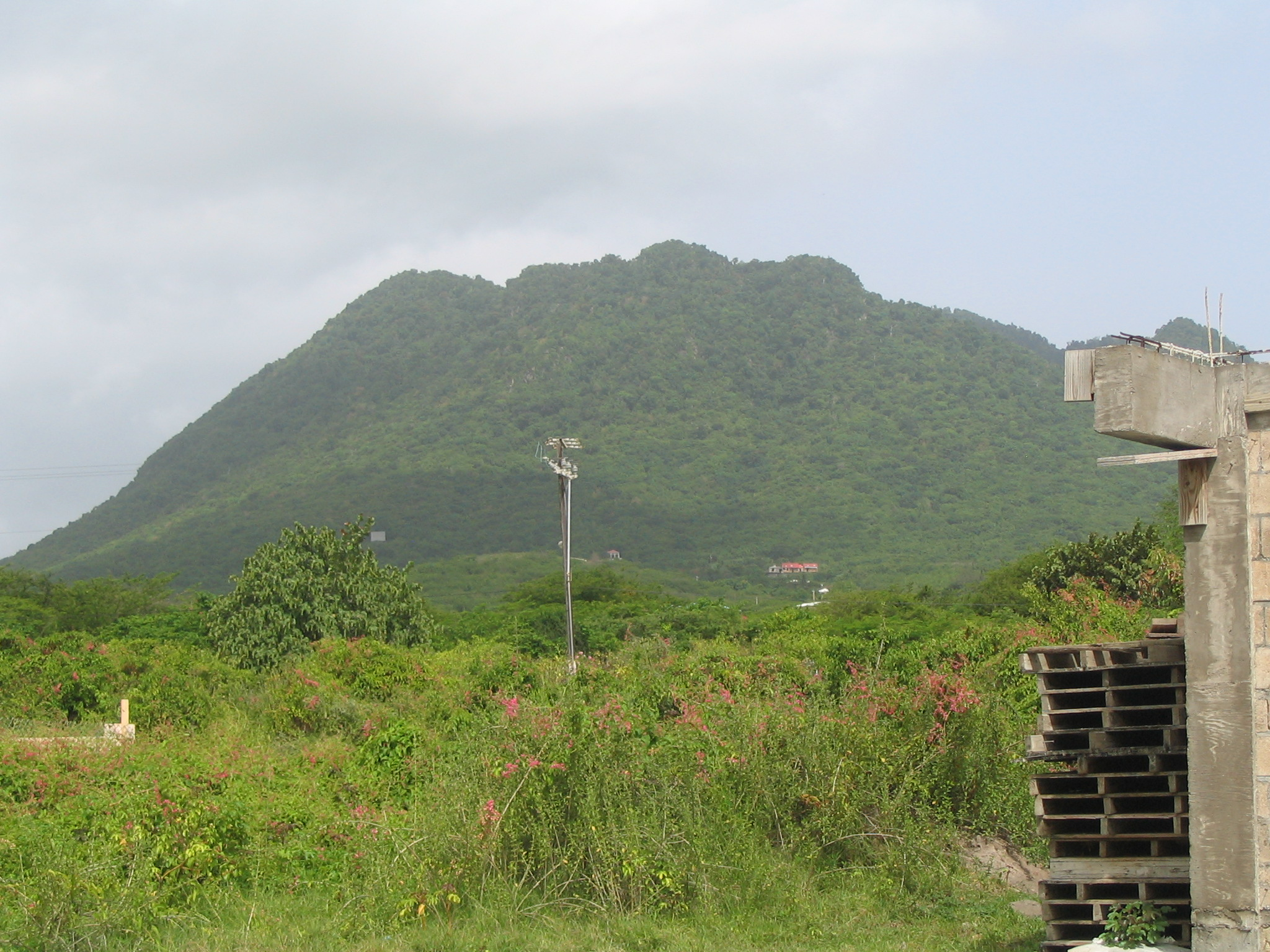
Sint Eustatius

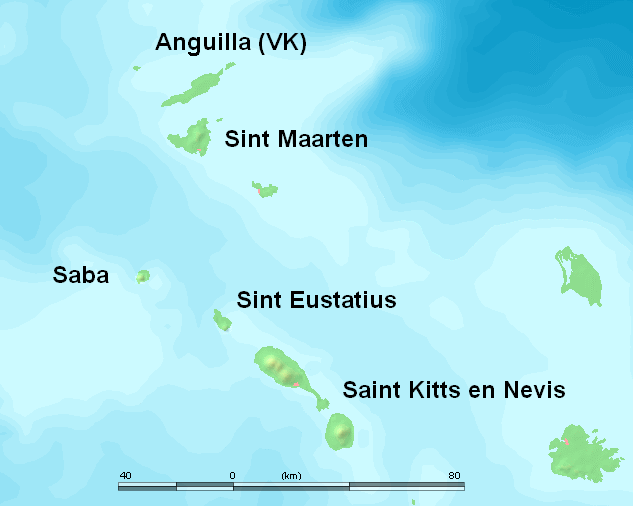
Översiktskarta

Sint Eustatius är en ö i Västindien och en särskild kommun (bijzondere gemeente) i Nederländerna. Ön tillhör Nederländerna men ingår ej i EU. Ön kallas lokalt mest Statia. 
Sint Eustatius är sedan 2010 en del av Karibiska Nederländerna och var ett av fem öområden som ingick i den autonoma provinsen Nederländska Antillerna. 

## Historia
Ön upptäcktes 11 november 1493 av Christofer Columbus och de närmaste 150 åren gjorde en rad nationer anspråk på ön. År 1636 skickade den holländska West-Indische Compagnie (Nederländska Västindiska Kompaniet) nybyggare till ön för att kolonisera den. Från år 1678 förvaltades Sint Eustatius tillsammans med Saba och Sint Maarten direkt av det Västindiska kompaniet.
Kring år 1739 grundades här en av de första judiska församlingarna i Amerika när synagogan Honem-Dalim byggdes.
Under 1700-talet blomstrade ön framförallt beroende på frikostig vapenhandel och kom att kallas Golden Rock. Framför allt nyttjades vapenhandeln av de tretton revolterande kolonierna i Nordamerika som senare skulle grunda det oberoende USA. Denna handel blev dock senare en av orsakerna till det fjärde anglo-holländska kriget och ön erövrades av Storbritannien i februari 1781. Nederländernas allierade Frankrike återerövrade ön 10 månader senare och Nederländerna återtog ön år 1784.
1954 blev Sint Eustatius ett så kallat eilandgebied i Nederländska Antillerna. Sedan Nederländska Antillerna upphörde som autonom provins 2010 har ön status som särskild kommun (bijzondere gemeente) i Nederländerna, utanför någon särskild provins.

## Geografi
Sint Eustatius är en vulkanö med vulkanen Quill (engelska The Quill, nederländska De Kuil) som högsta punkt cirka 600 meter över havet.
Huvudort är Oranjestad med cirka 1 000 invånare, övriga större orter är Concordia, Zeelandia och Fort de Windt.
Trots sin ringa yta på 21 km² har ön två nationalparker, The Quill eller Boven National Park och Miriam Schmidt Botanical Garden och en marinpark, Sint Eustatius Marine Park. 
Befolkningen uppgår till cirka 3 791 invånare (2012) och huvudspråket är engelska trots att det officiella språket är nederländska. Valuta är sedan 2011 amerikanska dollar (tidigare var öns valuta Antillergulden).